# Lody na patyku 5: Wielka miłość
Wielka miłość – izraelska komedia erotyczna z 1984 roku, piąty film z popularnej serii Lody na patyku.

## Fabuła
Film opowiadający o dalszych przygodach trójki przyjaciół – Benny’ego, Johnny’ego i Bobby’ego. Benji zakochuje się w uroczej siostrze najlepszego przyjaciela. Kiedy Bobby dowiaduje się o ich związku, wpada w szał, ponieważ traktuje ją jak małe dziecko.

## Obsada
- Jiftach Kacur jako Benny (Benji)
- Cachi Noj jako Johnny (Huey)
- Jonatan Segal jako Bobby (Momo)
- Miri Toledano jako Nurit
- Dvora Kedar jako matka Benny’ego
- Menashe Warshavsky jako ojciec Benny’ego
- Stefanie Petsch jako Ginny
- Sabrina Cheval jako Ruthi
- Dolly Dollar jako kuzynka Frieda
- Awi Hadasz jako Froggy (Żaba)

## Opinie
Film spotyka się z mieszanymi opiniami ze strony widzów. Na portalu ma Imdb.com ma średnią ocen 4,5/10, na portalu Filmweb 7,2/10. Na Zelluloid.de 78% oceniających uważa go za wart obejrzenia.
Film z racji swojej popularności jest wykorzystywany przez badaczy kultury młodzieżowej lat 80. XX w.
Film okazał się kasowym sukcesem w Japonii.
W Polsce miał swoją premierę w 1990 roku. Na łamach magazynu „Film” ukazała się recenzja pióra Wojciecha Tomczyka Witaj klaso D!.